# Interstate 74
Pour les articles homonymes, voir I74 et Route 74.
L'Interstate 74 (I-74) est une autoroute du Midwest et du sud-est des États-Unis. Son terminus ouest se situe à l'échangeur avec l'I-80 à Davenport, Iowa alors que son terminus est du segment du Midwest se situe à l'échangeur avec l'I-75 à Cincinnati, Ohio. Les villes importantes rencontrées par l'I-74 sont Davenport, Iowa; Peoria, Bloomington et Champaign, Illinois; Indianapolis, Indiana ainsi que Cincinnati, Ohio. L'I-74 a aussi plusieurs segments discontinus d'autoroute en Caroline du Nord.

## Description du tracé
|       | mi     | km     |
| ----- | ------ | ------ |
| IA    | 5,36   | 8,63   |
| IL    | 220,34 | 354,60 |
| IN    | 171,54 | 276,07 |
| OH    | 19,47  | 31,33  |
| WV    |        |        |
| VA    |        |        |
| NC    | 75,03  | 120,75 |
| SC    |        |        |
| Total | 491,74 | 791,38 |

### Iowa

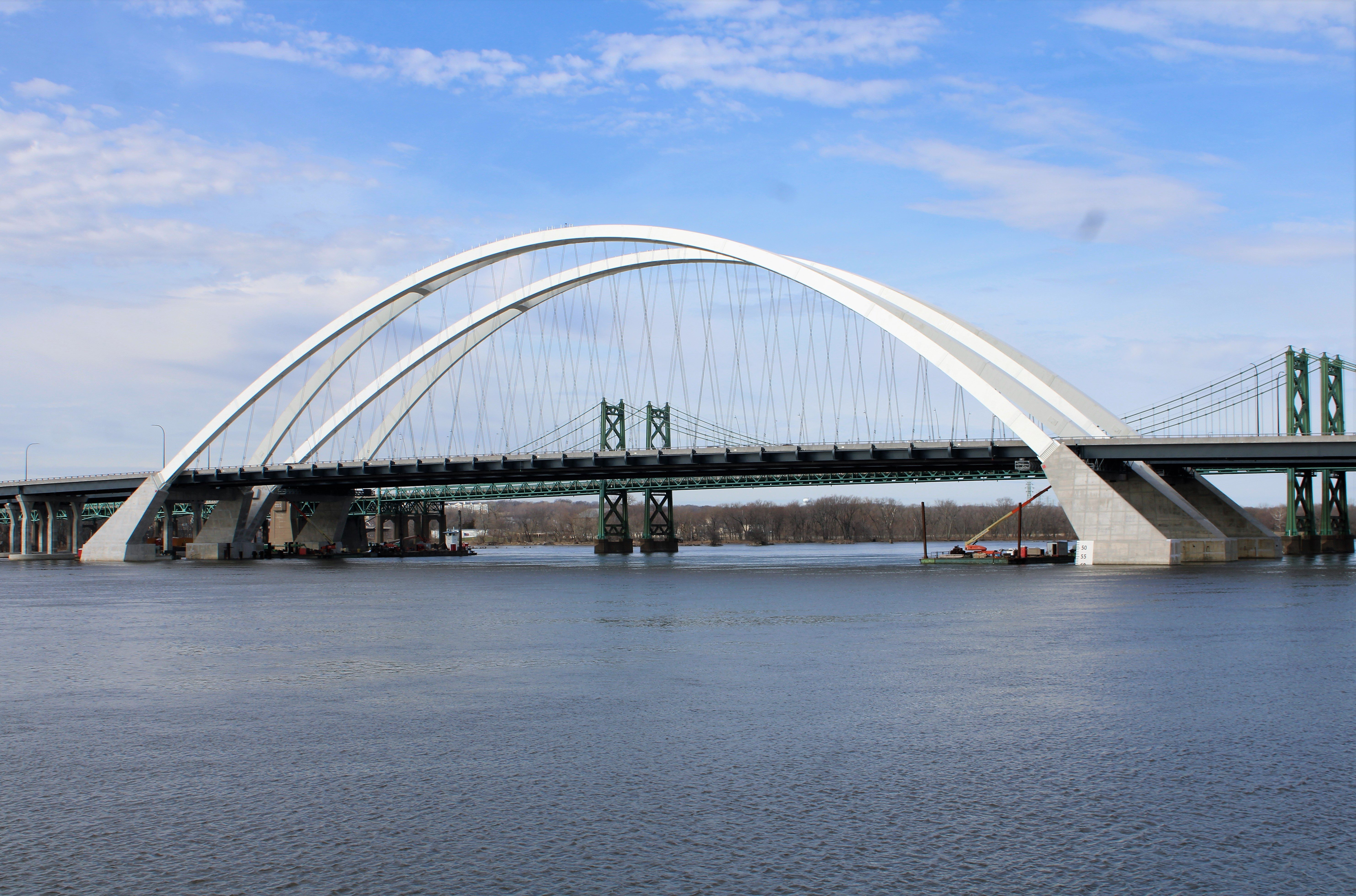
Le pont de l'I-74 au-dessus du Mississippi entre Bettendorf, Iowa et Moline, Illinois

En Iowa, l'I-74 se dirige vers le sud depuis l'I-80 pour 5,36 miles (8,63 km) avant de traverser la frontière de l'Illinois. Au nord du fleuve Mississippi, l'I-74 fait la frontière entre les villes de Bettendorf et de Davenport.

### Illinois
En Illinois, l'I-74 se dirige d'abord vers le sud entre Moline et l'Aéroport international de Quad City. À cet endroit, elle forme un multiplex avec l'I-280 jusqu'à ce qu'elle rencontre l'I-80. Là, jusqu'à Galesburg, elle se dirige au sud. À Galesburg, elle s'oriente plutôt au sud-est jusqu'à Bloomington–Normal via Peoria. L'autoroute contourne Bloomington à l'ouest via un multiplex avec l'I-55. Elle s'en détache un peu plus loin et conserve son orientation vers le sud-est jusqu'à Champaign où elle rencontre l'I-57. À l'est de Champaign, l'I-74 se dirige vers l'est jusqu'à Danville, où elle traversera la frontière avec l'Indiana.

### Indiana
En Indiana, l'I-74 débute dans la région de Crawfordsville et se dirige lentement vers le sud-est jusqu'à Indianapolis. Lorsqu'elle rencontre l'I-465, l'I-74 contourne le centre de la ville par le sud. Au sud-est d'Indianapolis, l'I-74 se détache de l'I-465 et s'oriente davantage au sud-est jusqu'à la frontière avec l'Ohio.

### Ohio
En Ohio, l'I-74 continue son tracé vers le sud-est depuis la frontière avec l'Indiana jusqu'au terminus de la section du Midwest, à l'intersection avec l'I-75 au nord du centre-ville de Cincinnati. Elle forme un multiplex avec la US 52 sur toute sa longueur dans l'État. Bien qu'elle devrait éventuellement atteindre les segments construits en Caroline du Nord via la Virginie-Occidentale et la Virginie, l'I-74 demeure non-indiquée ou non-construite à l'est de Cincinnati. L'I-74 suivra la US 52 ou la SR 32 à l'est de Cincinnati.

### Virginie-Occidentale
L'I-74 demeure non-construite en Virginie-Occidentale. L'État est actuellement en train d'améliorer la US 52 sans toutefois la mettre aux normes des autoroutes inter-États. C'est vraisemblablement sur cet axe que l'I-74 devrait passer dans l'État.

### Virginie
En Virginie, il a été proposé que l'I-74 suive le tracé de l'I-77 à travers l'État, mais demeure non-indiqué jusqu'à la frontière de la Caroline du Nord.

### Caroline du Nord
En Caroline du Nord, l'I-74 existe en plusieurs segments discontinus. Le terminus ouest de l'autoroute dans l'État est à la frontière avec la Virginie, où l'I-74 et l'I-77 forment un multiplex. À l'ouest de Mount Airy, les deux autoroutes se séparent et l'I-74 se dirige au sud-est. Elle parcourt une courte distance et rejoint la US 52. De là jusqu'à Winston-Salem, la US 52 a été mise aux normes sur une partie du trajet. Les deux routes formeront un multiplex. Au nord de Winston-Salem, une route, la NC 74 sera indiquée I-74, en contournant la ville par l'est. Le segment à partir de Winston-Salem jusqu'à la jonction avec l'I-73 est construit et la NC 74 s'y raccordera.
À la jonction de l'I-73 et de l'I-74 au nord d'Asheboro, les deux autoroutes forment un multiplex vers le sud. Elles poursuivent ainsi jusqu'au sud d'Ellerbe, où l'autoroute rejoint la US 220 et atteint le terminus de ce segment. L'I-74 contournera Rockingham par l'ouest et se raccordera à la US 74 pour rejoindre le segment suivant de l'I-74 qui est construit jusqu'à l'est de Hamlet. Entre Hamlet et Laurinburg, la US 74 est mise aux normes autoroutières. À Laurinburg, l'I-74 débute un autre segment qui passe au sud de la ville. Celui-ci se dirige jusqu'à Lumberton, où il atteint son terminus est actuel.
À l'est de l'I-95, le tracé de l'I-74 est encore incertain. Les plans actuels sont d'amener l'I-74 le long de la US 74 jusqu'à Bolton puis de la faire bifurquer au sud le long de la US 17 jusqu'à la frontière avec la Caroline du Sud.

### Caroline du Sud
L'I-74 devrait arriver en Caroline du Sud comme prolongement de la SC 31. Il est proposé que l'I-74 se termine au sud de Myrtle Beach à la jonction avec la SC 707.

## Liste des sorties

### Iowa
| Interstate 74           |                    |      |      |                |                                                 |                                       |
| Comté                   | Municipalité       | mi   | km   | Sortie         | Intersections / Destinations                    | Notes                                 |
| Scott                   | Davenport          | 0,00 | 0,00 | —              | I-80 – Des Moines, Chicago                      | Terminus ouest; sortie 298 de l'I-80  |
| Scott                   | Davenport          | 1,53 | 2,46 | 1              | 53rd Street – Hamilton Technical College        |                                       |
| Scott                   | Davenport          | 2,90 | 4,66 | 2              | US 6 ouest (Spruce Hills Drive, Kimberly Road)  | Terminus ouest du multiplex avec US 6 |
| Scott                   | Bettendorf         | 3,91 | 6,28 | 3              | Middle Road, Locust Street                      |                                       |
| Scott                   | Bettendorf         | 4,94 | 7,96 | 4              | US 67 (Grant Street, State Street) – Riverfront |                                       |
| Fleuve Mississippi      | Fleuve Mississippi | 5,40 | 8,69 | Pont de l'I-74 | Pont de l'I-74                                  | Pont de l'I-74                        |
| Fleuve Mississippi      | Fleuve Mississippi | 5,40 | 8,69 |                | I-74 est / US 6 est – Peoria                    | Continue en Illinois                  |
| - Terminus de multiplex |                    |      |      |                |                                                 |                                       |

### Illinois
| Interstate 74                             |                         |        |        |                   |                                                                          | |
| Comté                                     | Municipalité            | mi     | km     | Sortie            | Intersections / Destinations                                             | Notes |
| Fleuve Mississippi                        | Fleuve Mississippi      | 0,00   | 0,00   |                   | I-74 ouest / US 6 ouest – Davenport                                      | Continue en Iowa |
| Fleuve Mississippi                        | Fleuve Mississippi      | 0,00   | 0,00   | Pont de l'I-74    |                                                                          | |
| Rock Island                               | Moline                  | 0,64   | 1,03   | 1A                | Vers IL 92 (en) / River Drive / 3rd Avenue                               | Sortie direction est, entrée direction ouest |
| Rock Island                               | Moline                  | 0,94   | 1,51   | 1B                | IL 92 (en) est (6th Avenue)                                              | Indiqué sortie 1B en direction est et sortie 2 en direction ouest |
| Rock Island                               | Moline                  | 1,17   | 1,88   | 2                 | Vers IL 92 (en) (7th Avenue)                                             | Indiqué sortie 1B en direction est et sortie 2 en direction ouest |
| Rock Island                               | Moline                  | 2,09   | 3,36   | 3                 | Avenue of the Cities                                                     | |
| Rock Island                               | Moline                  | 3,59   | 5,78   | 4                 | IL 5 (en) (John Deere Road) vers I-88                                    | Indiqué sortie 4A (ouest) et 4B (est) |
| Rock Island                               | Moline                  | 4,51   | 7,26   | 5                 | I-280 ouest – Des Moines, Rock Island US 6 est vers US 150 – Aéroport    | Terminus est du multiplex avec US 6; terminus ouest du multiplex avec I-280; indiqué sortie 5A (I-280 ouest) en direction est et 5B (US 6 est) en direction ouest; sortie 18B de l'I-280 |
| Henry                                     | Colona Township         | 13,81  | 22,35  | —                 | I-80 / IL 110 (CKC) (en) est vers I-88 – Chicago, Des Moines, Davenport  | Terminus est du multiplex avec I-280; terminus ouest du multiplex avec IL 110 |
| Henry                                     | Lynn Township           | 23,92  | 38,50  | 24                | IL 81 (en) – Andover, Cambridge                                          | |
| Henry                                     | Woodhull                | 31,89  | 51,32  | 32                | IL 17 (en) – Woodhull, Alpha                                             | |
| Knox                                      | Galesburg               | 45,50  | 73,23  | 46A               | US 34 ouest / IL 110 (CKC) (en) ouest – Monmouth                         | Terminus est du multiplex avec IL 110 |
| Knox                                      | Galesburg               | 45,50  | 73,23  | 46B               | US 34 est – Kewanee                                                      | |
| Knox                                      | Galesburg               | 48,09  | 77,39  | 48                | East Main Street – Galesburg, East Galesburg                             | |
| Knox                                      | Knoxville               | 50,87  | 81,87  | 51                | CR 9 – Knoxville                                                         | |
| Knox                                      | Knox Township           | 53,54  | 86,16  | 54                | US 150 vers IL 97 (en) – Lewistown                                       | |
| Peoria                                    | Brimfield Township      | 71,15  | 114,50 | 71                | Vers IL 78 (en) – Canton, Kewanee                                        | |
| Peoria                                    | Brimfield               | 74,55  | 119,98 | 75                | CR R25 (Maher Road) – Brimfield, Oak Hill                                | |
| Peoria                                    | Kickapoo Township       | 81,78  | 131,61 | 82                | Kickapoo, Edwards                                                        | |
| Peoria                                    | Kickapoo Township       | 86,78  | 139,66 | 87A               | I-474 est – Indianapolis                                                 | Sortie 0 de l'I-474 |
| Peoria                                    | Kickapoo Township       | 86,78  | 139,66 | 87B               | IL 6 (en) nord – Chillicothe                                             | |
| Peoria                                    | Peoria                  | 88,69  | 142,73 | 88                | Sterling Avenue vers US 150 (War Memorial Drive)                         | |
| Peoria                                    | Peoria                  | 89,15  | 143,47 | 89                | US 150 (War Memorial Drive)                                              | Accès depuis I-74 est vers US 150 ouest et depuis US 150 est vers I-74 ouest à la sortie 88                                                                                              |
| Peoria                                    | Peoria                  | 90,22  | 145,20 | 90                | Gale Avenue                                                              | |
| Peoria                                    | Peoria                  | 91,41  | 147,11 | 91                | University Street                                                        | |
| Peoria                                    | Peoria                  | 92,41  | 148,72 | 92A               | IL 40 (en) nord (Knoxville Avenue)                                       | |
| Peoria                                    | Peoria                  | 92,41  | 148,72 | 92B               | IL 40 (en) sud Glen Oak Avenue – Peoria                                  | |
| Peoria                                    | Peoria                  | 93,17  | 149,94 | 93                | Vers IL 29 (en) nord / Washington Street                                 | Sortie direction est, entrée direction ouest; dessert l'Aéroport de Peoria |
| Peoria                                    | Peoria                  | 93,17  | 149,94 | 93                | IL 29 (en) nord (Adams Street) Jefferson Avenue – Centre-ville de Peoria | Terminus ouest du multiplex avec IL 29; sortie direction ouest, entrée direction est; dessert l'Aéroport de Peoria                                                                       |
| Rivière Illinois                          | Rivière Illinois        | 93,36  | 150,25 | Pont Murray Baker | Pont Murray Baker                                                        | Pont Murray Baker |
| Tazewell                                  | East Peoria             | 93,21  | 150,01 | 94                | IL 40 (en) nord / Riverfront Drive – Centre-ville de Peoria              | |
| Tazewell                                  | East Peoria             | 95,02  | 152,92 | 95A               | IL 29 (en) sud / US 150 / US 24 / IL 16 (en) (North Main Street)         | Terminus est du multiplex avec IL 29; indiqué sortie 95 en direction ouest |
| Tazewell                                  | East Peoria             | 95,33  | 153,42 | 95B               | US 150 / IL 8 (en) est (Camp Street)                                     | Sortie direction est, entrée direction ouest |
| Tazewell                                  | East Peoria             | 95,52  | 153,72 | 96                | East Washington Street vers US 150 / IL 8 (en) est                       | |
| Tazewell                                  | East Peoria             | 97,66  | 157,17 | 98                | Pinecrest Drive                                                          | |
| Tazewell                                  | East Peoria             | 99,00  | 159,33 | 99                | I-474 ouest – Moline, Rock Island, Pekin                                 | Terminus est de l'I-474; sortie 15 de l'I-474 |
| Tazewell                                  | Morton                  | 101,02 | 162,58 | 101               | I-155 sud – Lincoln                                                      | Terminus nord de l'I-155 |
| Tazewell                                  | Morton                  | 102,06 | 164,25 | 102               | Morton                                                                   | |
| Woodford                                  | Goodfield               | 112,01 | 180,26 | 112               | IL 117 (en) nord – Goodfield                                             | |
| McLean                                    | Carlock                 | 119,83 | 192,85 | 120               | Carlock                                                                  | |
| McLean                                    | Dry Grove Township      | 124,99 | 201,15 | 125               | US 150 (Mitsubishi Motorway)                                             | |
| McLean                                    | Normal Township         | 127,10 | 204,55 | 127               | I-55 nord / US 51 nord vers I-39 nord – Chicago, Rockford                | Terminus ouest du multiplex avec I-55 / US 51; sortie 163 de l'I-55 sud |
| McLean                                    | Bloomington             | 130,46 | 209,96 | 160               | US 150 / IL 9 (en) (Market Street) – Pekin                               | Numéro de sortie de l'I-55 |
| McLean                                    | Bloomington             | 133,34 | 214,59 | 134A              | I-55 sud – Saint-Louis, Springfield                                      | Terminus est du multiplex avec I-55; sortie 157A de l'I-55 nord |
| McLean                                    | Bloomington             | 133,62 | 215,04 | 134B              | I-55 BL nord (Veterans Parkway) – Aéroport                               | |
| McLean                                    | Bloomington Township    | 135,20 | 217,58 | 135               | US 51 sud (Main Street) / US 51 Bus. nord – Decatur, Bloomington         | Terminus est du multiplex avec US 51 |
| McLean                                    | Downs                   | 142,21 | 228,86 | 142               | Downs                                                                    | |
| McLean                                    | Le Roy                  | 149,00 | 239,79 | 149               | Le Roy                                                                   | |
| McLean                                    | Empire Township         | 151,79 | 244,28 | 152               | US 136 (Mitsubishi Motorway)                                             | |
| DeWitt                                    | Farmer City             | 158,74 | 255,47 | 159               | IL 54 (en) – Farmer City, Gibson City                                    | |
| Piatt                                     | Blue Ridge Township     | 165,86 | 266,93 | 166               | Mansfield                                                                | |
| Champaign                                 | Mahomet                 | 171,51 | 276,02 | 172               | IL 47 (en) – Gibson City, Mahomet                                        | |
| Champaign                                 | Mahomet                 | 173,40 | 279,06 | 174               | Prairieview Road                                                         | |
| Champaign                                 | Champaign               | 178,65 | 287,51 | 179               | I-57 vers I-72 ouest – Memphis, Chicago, Decatur                         | Indiqué sortie 179A (sud) et 179B (nord); sortie 237 de l'I-57 |
| Champaign                                 | Champaign               | 180,27 | 290,12 | 181               | Prospect Avenue                                                          | |
| Champaign                                 | Champaign               | 181,02 | 291,32 | 182               | Neil Street                                                              | |
| Champaign                                 | Urbana                  | 182,30 | 293,38 | 183               | Lincoln Avenue                                                           | |
| Champaign                                 | Urbana                  | 183,58 | 295,44 | 184               | US 45 sud (Cunningham Avenue) – Rantoul                                  | |
| Champaign                                 | Urbana                  | 185,05 | 297,81 | 185               | IL 130 (en) (University Avenue)                                          | |
| Champaign                                 | St. Joseph              | 191,90 | 308,83 | 192               | St. Joseph                                                               | |
| Champaign                                 | Ogden                   | 196,41 | 316,09 | 197               | Vers IL 49 (en) sud – Royal, Ogden                                       | |
| Vermilion                                 | Oakwood Township        | 199,42 | 320,94 | 200               | IL 49 (en) – Fithian, Rankin                                             | |
| Vermilion                                 | Oakwood Township        | 205,97 | 331,48 | 203               | Potomac, Oakwood                                                         | |
| Vermilion                                 | Danville Township       | 209,57 | 337,27 | 210               | US 150 (M. L. King Drive)                                                | |
| Vermilion                                 | Danville                | 213,23 | 343,16 | 214               | G Street                                                                 | |
| Vermilion                                 | Danville                | 213,95 | 344,32 | 215A              | US 150 est / IL 1 (en) sud (Georgetown Road)                             | |
| Vermilion                                 | Danville                | 213,95 | 344,32 | 215B              | US 150 ouest / IL 1 (en) nord (Gilbert Street)                           | |
| Vermilion                                 | Danville                | 215,48 | 346,78 | 216               | Bowman Avenue, Perrysville Road                                          | |
| Limite Illinois–Indiana                   | Limite Illinois–Indiana | 219,33 | 352,98 | 220               | Lynch Road                                                               | |
| Limite Illinois–Indiana                   | Limite Illinois–Indiana | 219,33 | 352,98 |                   | I-74 est – Indianapolis                                                  | Continue en Indiana |
| - Terminus de multiplex - Accès incomplet |                         |        |        |                   |                                                                          | |

### Indiana
| Interstate 74                                          |                                         |        |        |        | | |
| Comté                                                  | Municipalité                            | mi     | km     | Sortie | Intersections / Destinations                                                                                     | Notes |
| Limite Indiana–Illinois                                | Limite Indiana–Illinois                 | 0,00   | 0,00   |        | I-74 ouest – Peoria                                                                                              | Continue en Illinois |
| Limite Indiana–Illinois                                | Limite Indiana–Illinois                 | 0,00   | 0,00   | 220    | Lynch Road | |
| Vermillion                                             | Highland Township                       | 4,23   | 6,81   | 4      | SR 63 (en) – Newport, Terre Haute, Chicago                                                                       | |
| Fountain                                               | Covington                               | 8,01   | 12,89  | 8      | Stringtown Road – Covington                                                                                      | |
| Fountain                                               | Veedersburg                             | 15,45  | 24,86  | 15     | US 41 – Veedersburg, Attica, Chicago                                                                             | |
| Montgomery                                             | Wayne Township                          | 24,88  | 40,04  | 25     | SR 25 (en) – Waynetown, Wingate                                                                                  | |
| Montgomery                                             | Crawfordsville                          | 33,81  | 54,41  | 34     | US 231 – Linden, Crawfordsville                                                                                  | |
| Montgomery                                             | Crawfordsville                          | 39,27  | 63,20  | 39     | SR 32 (en) – Lebanon, Crawfordsville                                                                             | |
| Boone                                                  | Jamestown                               | 51,95  | 83,61  | 52     | SR 75 (en) – Jamestown, Advance                                                                                  | |
| Hendricks                                              | Lizton                                  | 57,54  | 92,60  | 58     | SR 39 (en) – Lizton, Lebanon                                                                                     | |
| Hendricks                                              | Middle Township                         | 61,21  | 98,51  | 61     | Jeff Gordon Boulevard – Pittsboro                                                                                | |
| Hendricks                                              | Brownsburg                              | 65,82  | 105,93 | 66     | SR 267 (en) nord (Green Street) – Brownsburg                                                                     | |
| Hendricks                                              | Brownsburg                              | 68,78  | 110,69 | 68     | Ronald Reagan Parkway – Brownsburg, Clermont                                                                     | |
| Marion                                                 | Indianapolis                            | 73,19  | 117,79 | 73     | I-465 nord / US 136 ouest (Crawfordsville Road)                                                                  | Terminus ouest du multiplex avec I-465; sortie 16B de l'I-465                                                                                        |
| Marion                                                 | Indianapolis                            | 73,19  | 117,79 | 16A    | US 136 ouest (Crawfordsville Road)                                                                               | Les numéros de sortie sont ceux de l'I-465 |
| Marion                                                 | Indianapolis                            | 75,01  | 120,72 | 14     | 10th Street | |
| Marion                                                 | Indianapolis                            | 76,05  | 122,39 | 13     | US 36 ouest (Rockville Road) – Avon, Danville, Rockville                                                         | Terminus ouest du multiplex avec US 36; indiqué sortie 13A (est) et 13B (ouest)                                                                      |
| Marion                                                 | Indianapolis                            | 77,19  | 124,23 | 12     | US 40 ouest (Washington Street) – Terre Haute, Plainfield                                                        | Terminus ouest du multiplex avec US 40; indiqué sortie 12A (est) et 12B (ouest)                                                                      |
| Marion                                                 | Indianapolis                            | 78,49  | 126,32 | 11     | Sam Jones Expressway                                                                                             | |
| Marion                                                 | Indianapolis                            | 79,64  | 128,17 | 9      | I-70 – Indianapolis, Terre Haute, Aéroport international d'Indianapolis, Plainfield,Saint-Louis                  | Indiqué sortie 9A (est) et 9B (ouest) |
| Marion                                                 | Indianapolis                            | 80,45  | 129,47 | 8      | SR 67 (en) sud (Kentucky Avenue) – Vincennes                                                                     | Terminus ouest du multiplex avec SR 67 |
| Marion                                                 | Indianapolis                            | 81,63  | 131,37 | 7      | Mann Road | Sortie direction ouest, entrée direction est |
| Marion                                                 | Indianapolis                            |        |        | 4B     | I-69 sud / SR 37 (en) sud – Bloomington, Evansville                                                              | Terminus sud du futur multiplex avec I-69; sortie 164 de l'I-69                                                                                      |
| Marion                                                 | Indianapolis                            | 84,66  | 136,25 | 4A     | SR 37 (en) sud (Harding Street) – Bloomington                                                                    | Terminus ouest du multiplex avec SR 37 |
| Marion                                                 | Indianapolis                            | 86,76  | 139,63 | 2      | US 31 sud (East Street) – Greenwood                                                                              | Terminus ouest du multiplex avec US 31; indiqué sortie 2A (nord) et 2B (sud)                                                                         |
| Marion                                                 | Indianapolis                            | 88,96  | 143,17 | 53     | I-65 – Indianapolis, Louisville                                                                                  | Indiqué sortie 53A (nord) et 53B (sud) |
| Marion                                                 | Indianapolis                            | 90,35  | 145,40 | 52     | Emerson Avenue                                                                                                   | |
| Marion                                                 | Indianapolis                            | 93,42  | 150,34 | 49 94  | I-465 nord / US 31 / US 36 nord / US 40 est / US 421 est / SR 37 (en) nord / SR 67 (en) nord Southeastern Avenue | Terminus est du multiplex avec I-465 / US 31 / US 36 / US 40 / US 421 / SR 37 / SR 67; terminus ouest du multiplex avec US 421; sortie 49 de l'I-465 |
| Marion                                                 | Wanamaker                               | 95,83  | 154,22 | 96     | Post Road | |
| Marion                                                 | Acton                                   | 98,95  | 159,24 | 99     | Acton Road | |
| Shelby                                                 | Moral Township                          | 100,94 | 162,45 | 101    | Pleasant View Road                                                                                               | |
| Shelby                                                 | Sugar Creek                             | 102,58 | 165,09 | 103    | London Road | |
| Shelby                                                 | Fairland                                | 109,32 | 175,93 | 109    | Fairland Road | |
| Shelby                                                 | Shelbyville                             | 112,74 | 181,44 | 113    | SR 9 (en) – Shelbyville, Greenfield                                                                              | |
| Shelby                                                 | Shelbyville                             | 115,45 | 185,80 | 116    | SR 44 (en) – Rushville, Shelbyville                                                                              | |
| Shelby                                                 | Liberty Township                        | 118,48 | 190,68 | 119    | SR 244 (en) – Andersonville, Milroy                                                                              | |
| Tripoint Decatur–Shelby–Rush                           | Tripoint township Liberty–Adams– Orange | 123,11 | 198,13 | 123    | St. Paul, Middletown                                                                                             | |
| Decatur                                                | Greensburg                              | 131,86 | 212,21 | 132    | US 421 sud – Greensburg                                                                                          | Terminus est du multiplex avec US 421 |
| Decatur                                                | Greensburg                              | 133,96 | 215,59 | 134    | SR 3 (en) – Greensburg, Rushville                                                                                | Indiqué sortie 134A (sud) et 134B (nord) |
| Decatur                                                | New Point                               | 143,00 | 230,14 | 143    | St. Maurice, New Point                                                                                           | |
| Limite Franklin–Ripley                                 | Batesville                              | 149,02 | 239,82 | 149    | SR 229 (en) vers SR 129 (en) – Oldenburg, Batesville                                                             | |
| Ripley                                                 | Adams Township                          | 155,65 | 250,49 | 156    | SR 101 (en) sud / St. Mary Road – Sunman, Milan                                                                  | |
| Dearborn                                               | Saint Leon                              | 163,45 | 263,05 | 164    | SR 1 (en) – Saint Leon, Lawrenceburg                                                                             | |
| Dearborn                                               | Harrison Township                       | 168,89 | 271,80 | 169    | US 52 ouest vers SR 46 (en) – Brookville, West Harrison                                                          | Terminus ouest du multiplex avec US 52 |
| Dearborn                                               | Harrison Township                       | 171,54 | 276,07 |        | I-74 est / US 52 est – Cincinnati                                                                                | Continue en Ohio |
| - Terminus de multiplex - Accès incomplet - Non-ouvert |                                         |        |        |        | | |

### Ohio
| Interstate 74                             |                     |       |       |        |                                                  | |
| Comté                                     | Municipalité        | mi    | km    | Sortie | Intersections / Destinations                     | Notes                                                                                                |
| Hamilton                                  | Harrison            | 0,00  | 0,00  |        | I-74 ouest / US 52 ouest – Indianapolis          | Continue en Indiana                                                                                  |
| Hamilton                                  | Harrison            | 1,60  | 2,57  | 1      | New Haven Road – Harrison                        | |
| Hamilton                                  | Harrison            | 3,58  | 5,76  | 3      | Dry Fork Road                                    | |
| Hamilton                                  | Whitewater Township | 5,85  | 9,41  | 5      | I-275 sud – Kentucky                             | Terminus ouest du multiplex avec I-275; sortie 25 de l'I-275                                         |
| Hamilton                                  | Whitewater Township | 7,76  | 12,49 | 7      | SR 128 (en) – Cleves, Hamilton, Miamitown        | |
| Hamilton                                  | Colerain Township   | 9,33  | 15,02 | 9      | I-275 nord vers I-75 – Dayton                    | Terminus est du multiplex avec I-275; sortie 28 de l'I-275                                           |
| Hamilton                                  | Green Township      | 11,16 | 17,96 | 11     | Rybolt Road, Harrison Pike                       | |
| Hamilton                                  | Green Township      | 14,66 | 23,59 | 14     | North Bend Road – Cheviot                        | |
| Hamilton                                  | Cincinnati          | 17,44 | 28,07 | 17     | Montana Avenue                                   | Sortie direction ouest, entrée direction est                                                         |
| Hamilton                                  | Cincinnati          | 18,40 | 29,61 | 18     | US 27 nord (Beekman Street) / Colerain Avenue    | Pas d'accès depuis I-74 ouest vers Beekman Street sud ou depuis Beekman Street nord vers I-74 est;   |
| Hamilton                                  | Cincinnati          | 19,47 | 31,33 |        | I-75 / US 27 sud / US 52 est – Dayton, Lexington | Terminus est du multiplex avec US 27 / US 52; sortie 4 de l'I-75; terminus est du segment du Midwest |
| - Terminus de multiplex - Accès incomplet |                     |       |       |        |                                                  | |

### Virginie-Occidentale
Autoroute non-construite

### Virginie
Autoroute non-construite

### Caroline du Nord
| Interstate 74                                                                | |        |        |                                                       |                                                                            |                                                                             |
| Comté                                                                        | Municipalité                                                                                             | mi     | km     | Sortie                                                | Intersections / Destinations                                               | Notes                                                                       |
| Surry                                                                        | | 0,00   | 0,00   |                                                       | I-77 nord – Wytheville                                                     | Terminus ouest de l'I-74 à la frontière de la Virginie                      |
| Surry                                                                        | Pine Ridge                                                                                               | 5,00   | 8,00   | 5                                                     | I-77 sud – Statesville                                                     | Terminus est du multiplex avec l'I-77                                       |
| Surry                                                                        | Pine Ridge                                                                                               | 5,60   | 9,00   | 6                                                     | NC 89 (en) – Mount Airy                                                    |                                                                             |
| Surry                                                                        | | 7,80   | 12,60  | 8                                                     | Red Brush Road                                                             |                                                                             |
| Surry                                                                        | Mount Airy                                                                                               | 11,00  | 17,70  | 11                                                    | US 601 – Mount Airy, Dobson                                                |                                                                             |
| Surry                                                                        | Mount Airy                                                                                               | 13,00  | 20,90  | 13                                                    | Park Drive                                                                 |                                                                             |
| Surry                                                                        | Mount Airy                                                                                               | 17,00  | 27,40  | 17                                                    | US 52 nord – Mount Airy                                                    |                                                                             |
| Surry                                                                        | Mount Airy                                                                                               | 17,00  | 27,40  | Transition de I-74 à Future I-74                      |                                                                            |                                                                             |
| Surry                                                                        | |        |        | 20                                                    | Cook School Road                                                           | Échangeurs existants de la US 52 mis aux normes autoroutières               |
| Surry                                                                        | |        |        | 21                                                    | West Main Street – Pilot Mountain                                          | Échangeurs existants de la US 52 mis aux normes autoroutières               |
| Surry                                                                        | Pilot Mountain                                                                                           |        |        | 23                                                    | NC 268 (en) – Pilot Mountain, Elkin                                        | Échangeurs existants de la US 52 mis aux normes autoroutières               |
| Surry                                                                        | |        |        | 26                                                    | Pilot Knob Park Road – Pilot Mountain State Park                           | Échangeurs existants de la US 52 mis aux normes autoroutières               |
| Stokes                                                                       | |        |        | 28                                                    | Perch Road – Pinnacle                                                      | Échangeurs existants de la US 52 mis aux normes autoroutières               |
| Forsyth                                                                      | King |        |        | 33                                                    | South Main Street – King, Tobaccoville                                     | Échangeurs existants de la US 52 mis aux normes autoroutières               |
| Forsyth                                                                      | King |        |        | 34                                                    | Moore-RJR Drive                                                            | Échangeurs existants de la US 52 mis aux normes autoroutières               |
| Forsyth                                                                      | Rural Hall                                                                                               |        |        | 37                                                    | Westinghouse Road                                                          | Échangeurs existants de la US 52 mis aux normes autoroutières               |
| Forsyth                                                                      | Rural Hall                                                                                               |        |        | 41B                                                   | NC 65 (en) – Rural Hall, Bethania                                          | Travaux préliminaire pour la Northern Beltway                               |
| Forsyth                                                                      | Bethania                                                                                                 |        |        | 41A                                                   | US 52 sud – Winston-Salem                                                  | Échangeur en construction                                                   |
| Forsyth                                                                      | Winston-Salem                                                                                            |        |        | 42                                                    | NC 66 (en) (University Parkway)                                            | Segment actuellement désigné comme NC 74                                    |
| Forsyth                                                                      | Winston-Salem                                                                                            |        |        | 43                                                    | NC 8 (en) (Germanton Road)                                                 | Segment actuellement désigné comme NC 74                                    |
| Forsyth                                                                      | Winston-Salem                                                                                            |        |        | 45                                                    | Baux Mountain Road                                                         | Segment actuellement désigné comme NC 74                                    |
| Forsyth                                                                      | Walkertown                                                                                               |        |        | 49                                                    | US 311 (New Walkertown Road)                                               | Segment actuellement désigné comme NC 74                                    |
| Forsyth                                                                      | Walkertown                                                                                               |        |        | 50                                                    | US 158 (Reidsville Road)                                                   | Segment actuellement désigné comme NC 74                                    |
| Forsyth                                                                      | Kernersville                                                                                             |        |        | 53                                                    | US 421 / NC 150 (en) (Salem Parkway)                                       | Segment actuellement désigné comme NC 74                                    |
| Forsyth                                                                      | |        |        | 55                                                    | Kernersville Road                                                          | Échangeurs planifiés pour 2026                                              |
| Forsyth                                                                      | Winston-Salem                                                                                            |        |        | 56                                                    | I-40 – Statesville, Greensboro                                             | Échangeurs planifiés pour 2026                                              |
| Forsyth                                                                      | Winston-Salem                                                                                            | 55,20  | 88,80  | Transition de Future I-74 à I-74                      | Transition de Future I-74 à I-74                                           | Transition de Future I-74 à I-74                                            |
| Forsyth                                                                      | Winston-Salem                                                                                            | 55,20  | 88,80  | 55                                                    | I-40 – Statesville, Greensboro                                             | Désignation temporaire de l'I-74; future NC 192                             |
| Forsyth                                                                      | Winston-Salem                                                                                            | 56,60  | 91,10  | 56                                                    | Ridgewood Road                                                             | Désignation temporaire de l'I-74; future NC 192                             |
| Forsyth                                                                      | Union Cross                                                                                              | 58,00  | 93,30  | 58                                                    | NC 192 (en) ouest – Winston-Salem                                          | Futur échangeur pour 2026                                                   |
| Forsyth                                                                      | Union Cross                                                                                              | 58,90  | 94,80  | 59                                                    | Union Cross Road                                                           |                                                                             |
| Forsyth                                                                      | | 60,30  | 97,00  | 60                                                    | High Point Road                                                            |                                                                             |
| Forsyth                                                                      | Horneytown                                                                                               | 63,00  | 101,40 | 63                                                    | NC 66 (en) – Kernersville                                                  |                                                                             |
| Guilford                                                                     | High Point                                                                                               | 65,00  | 104,60 | 65                                                    | North Main Street                                                          |                                                                             |
| Guilford                                                                     | High Point                                                                                               | 66,40  | 106,90 | 66                                                    | Johnson Street                                                             |                                                                             |
| Guilford                                                                     | High Point                                                                                               | 67,40  | 108,50 | 67                                                    | NC 68 (en) (Eastchester Drive) – High Point, Greensboro                    |                                                                             |
| Guilford                                                                     | High Point                                                                                               | 69,00  | 111,00 | 69                                                    | Greensboro Road                                                            |                                                                             |
| Guilford                                                                     | High Point                                                                                               | 70,30  | 113,10 | 70                                                    | Martin Luther King Jr. Drive                                               |                                                                             |
| Guilford                                                                     | High Point                                                                                               | 71,10  | 114,40 | 71A                                                   | East Green Drive                                                           |                                                                             |
| Guilford                                                                     | High Point                                                                                               | 71,70  | 115,40 | 71B                                                   | I-85 BL / US 29 / US 70 – Thomasville, Greensboro                          |                                                                             |
| Guilford                                                                     | Archdale                                                                                                 | 75,20  | 121,00 | 75                                                    | I-85 – Charlotte, Greensboro                                               | Indiqué sortie 75A (sud) et 75B (nord) en direction ouest                   |
| Randolph                                                                     | Glenola                                                                                                  | 79,40  | 127,80 | 79                                                    | Cedar Square Road                                                          |                                                                             |
| Randolph                                                                     | Sophia                                                                                                   | 84,00  | 135,20 | 84                                                    | Old US Highway 311                                                         |                                                                             |
| Randolph                                                                     | Randleman                                                                                                | 86,80  | 139,70 | 86                                                    | I-73 nord / US 220 nord – Greensboro                                       | Terminus ouest du multiplex avec I-73 / US 220                              |
| Randolph                                                                     | Asheboro                                                                                                 | 87,90  | 141,50 | 79                                                    | Pineview Street                                                            |                                                                             |
| Randolph                                                                     | Asheboro                                                                                                 | 89,30  | 143,70 | 77                                                    | Spero Road                                                                 |                                                                             |
| Randolph                                                                     | Asheboro                                                                                                 | 90,70  | 146,00 | 76                                                    | Vision Drive vers US 220 Bus. nord / North Fayetteville Street             |                                                                             |
| Randolph                                                                     | Asheboro                                                                                                 | 91,50  | 147,30 | 75                                                    | Presnell Street                                                            |                                                                             |
| Randolph                                                                     | Asheboro                                                                                                 | 92,40  | 148,70 | 74                                                    | NC 42 (en) – Asheboro                                                      |                                                                             |
| Randolph                                                                     | Asheboro                                                                                                 | 94,00  | 151,30 | 72                                                    | US 64 Bus. / NC 49 (en) – Raleigh, Lexington, Charlotte                    | Indiqué sortie 72A (nord / est) et 72B (sud / ouest)                        |
| Randolph                                                                     | Asheboro                                                                                                 | 95,10  | 153,00 | 71                                                    | McDowell Road                                                              |                                                                             |
| Randolph                                                                     | |        |        | 70                                                    | US 64 – Raleigh, Lexington                                                 |                                                                             |
| Randolph                                                                     | | 98,70  | 158,80 | 68                                                    | US 220 Bus. nord / NC 134 (en) sud – Ulah, Troy                            |                                                                             |
| Randolph                                                                     | | 100,90 | 162,40 | 65                                                    | New Hope Church Road                                                       |                                                                             |
| Randolph                                                                     | Seagrove                                                                                                 | 105,10 | 169,10 | 61                                                    | NC 705 (en) – Seagrove, Robbins                                            |                                                                             |
| Randolph                                                                     | | 108,40 | 174,50 | 58                                                    | Black Ankle Road                                                           |                                                                             |
| Montgomery                                                                   | Ether | 111,10 | 178,80 | 56                                                    | US 220 Alt. – Ether, Steeds                                                |                                                                             |
| Montgomery                                                                   | Star | 114,20 | 183,80 | 52                                                    | Spies Road – Star, Robbins                                                 |                                                                             |
| Montgomery                                                                   | Biscoe                                                                                                   | 117,40 | 188,90 | 49                                                    | NC 24 (en) / NC 27 (en) – Biscoe, Carthage, Troy                           |                                                                             |
| Montgomery                                                                   | Candor                                                                                                   | 122,40 | 197,00 | 44                                                    | NC 211 (en) – Candor, Pinehurst                                            |                                                                             |
| Montgomery                                                                   | Emery | 125,50 | 202,00 | 41                                                    | US 220 sud / US 220 Alt. nord – Candor                                     | Terminus est du multiplex avec US 220                                       |
| Montgomery                                                                   | | 127,40 | 205,00 | 39                                                    | Tabernacle Church Road                                                     |                                                                             |
| Richmond                                                                     | Norman                                                                                                   | 131,40 | 211,50 | 35                                                    | Moore Street – Norman                                                      |                                                                             |
| Richmond                                                                     | | 133,20 | 214,40 | 33                                                    | NC 73 (en) – Windblow, Plain View                                          |                                                                             |
| Richmond                                                                     | | 136,50 | 219,70 | 30                                                    | Haywood Parker Road                                                        |                                                                             |
| Richmond                                                                     | Ellerbe                                                                                                  | 138,80 | 223,40 | 28                                                    | Vers NC 73 (en) ouest / Millstone Road                                     |                                                                             |
| Richmond                                                                     | | 141,50 | 227,70 | 25                                                    | US 220 nord – Ellerbe                                                      |                                                                             |
| Richmond                                                                     | |        |        | 23                                                    | Dockery Road / Haywood Cemetery Road                                       |                                                                             |
| Richmond                                                                     | |        |        | 22                                                    | I-73 se termine; US 220 sud – Rockingham                                   | Échangeur partiel; terminus est du multiplex avec I-73                      |
| Richmond                                                                     | Transition de I-74 à Future I-74                                                                         |        |        |                                                       |                                                                            |                                                                             |
| Richmond                                                                     | |        |        | 20                                                    | Cartledge Creek Road                                                       | Futur échangeur du projet de voie de contournement de Rockingham            |
| Richmond                                                                     | |        |        | 16                                                    | US 74 ouest / US 74 Bus. est – Wadesboro, Rockingham                       | Futur échangeur                                                             |
| Richmond                                                                     | |        |        | 15                                                    | Galestown Road – Cordova                                                   | Échangeurs existants de la US 74                                            |
| Richmond                                                                     | |        |        | US 1 vers US 220 – Rockingham, Southern Pines, Cheraw |                                                                            | Échangeurs existants de la US 74                                            |
| Richmond                                                                     | |        |        | NC 177 (en) – Hamlet, Cheraw                          |                                                                            | Échangeurs existants de la US 74                                            |
| Richmond                                                                     | |        |        | NC 38 (en) – Bennettsville                            |                                                                            | Échangeurs existants de la US 74                                            |
| Richmond                                                                     | |        |        |                                                       | I-73 sud – Bennettsville                                                   | Futur échangeur                                                             |
| Richmond                                                                     | |        |        |                                                       | NC 381 (en) – Hamlet, Gibson                                               | Échangeurs existants de la US 74                                            |
| Richmond                                                                     | |        |        | US 74 Bus. ouest – Hamlet                             |                                                                            | Échangeurs existants de la US 74                                            |
| Scotland                                                                     | Laurel Hill                                                                                              |        |        |                                                       | NC 144 (en) est (Old Wire Road) – Wagram                                   | Échangeurs existants de la US 74 à mettre aux normes autoroutières          |
| Scotland                                                                     | | 180,40 | 290,30 | 181                                                   | US 74 Bus. – Laurinburg                                                    | Échangeurs existants de la US 74 à mettre aux normes autoroutières          |
| Scotland                                                                     | | 181,20 | 291,60 | 182                                                   | NC 79 (en) – Laurinburg, Gibson                                            | Échangeurs existants de la US 74 à mettre aux normes autoroutières          |
| Scotland                                                                     | Laurinburg                                                                                               | 182,80 | 294,20 | 183                                                   | US 15 / US 401 / US 501 nord – Fayetteville, Aberdeen, Bennettsville       | Échangeurs existants de la US 74 / US 501 à mettre aux normes autoroutières |
| Scotland                                                                     | Laurinburg                                                                                               | 183,20 | 294,80 | 184                                                   | US 15 Bus. / US 401 Bus. – Laurinburg                                      | Échangeurs existants de la US 74 / US 501 à mettre aux normes autoroutières |
| Scotland                                                                     | Laurinburg                                                                                               | 184,10 | 296,30 | 185                                                   | US 501 sud – Rowland, Myrtle Beach                                         | Échangeurs existants de la US 74 / US 501 à mettre aux normes autoroutières |
| Scotland                                                                     | | 185,80 | 299,00 | 186                                                   | Vers US 74 Bus. – Laurinburg, Maxton                                       | Échangeurs existants de la US 74 à mettre aux normes autoroutières          |
| Scotland                                                                     | | 186,60 | 300,30 | 187                                                   | US 74 Bus. – Laurinburg, Maxton                                            | Échangeurs existants de la US 74 à mettre aux normes autoroutières          |
| Scotland                                                                     | | 189,40 | 304,80 | 190                                                   | Airport Road – Aéroport de Laurinburg-Maxton, Maxton                       | Échangeurs existants de la US 74 à mettre aux normes autoroutières          |
| Robeson                                                                      | Maxton                                                                                                   | 190,80 | 307,10 | 191                                                   | NC 71 (en) – Maxton, Red Springs                                           | Échangeurs existants de la US 74 à mettre aux normes autoroutières          |
| Robeson                                                                      | Maxton                                                                                                   | 194,00 | 312,20 | Transition de Future I-74 à I-74                      | Transition de Future I-74 à I-74                                           | Transition de Future I-74 à I-74                                            |
| Robeson                                                                      | Maxton                                                                                                   | 194,00 | 312,20 | 194                                                   | US 74 Alt. est / US 74 Bus. ouest – Maxton                                 | Indiqué sortie 194A (ouest) et 194B (est) en direction est                  |
| Robeson                                                                      | | 197,00 | 317,00 | 197                                                   | Cabinet Shop Road                                                          |                                                                             |
| Robeson                                                                      | | 200,70 | 323,00 | 200                                                   | NC 710 (en) – Pembroke, Red Springs                                        |                                                                             |
| Robeson                                                                      | | 203,90 | 328,10 | 203                                                   | Dew Road – Pembroke                                                        |                                                                             |
| Robeson                                                                      | | 207,90 | 334,60 | 207                                                   | Back Swamp Road                                                            |                                                                             |
| Robeson                                                                      | Lumberton                                                                                                | 209,30 | 336,80 | 209                                                   | I-95 / US 301 – Lumberton, Fayetteville, Florence                          | Indiqué sortie 209A (sud) et 209B (nord); sortie 13A-B de l'I-95            |
| Robeson                                                                      | Lumberton                                                                                                | 210,50 | 338,80 | 210                                                   | US 74 Alt. ouest                                                           |                                                                             |
| Robeson                                                                      | Lumberton                                                                                                | 213,10 | 343,00 | 213                                                   | NC 41 (en) – Lumberton, Fairmont                                           |                                                                             |
| Robeson                                                                      | Lumberton                                                                                                | 213,60 | 343,80 | Transition de I-74 à Future I-74                      | Transition de I-74 à Future I-74                                           | Transition de I-74 à Future I-74                                            |
| Robeson                                                                      | | 219,40 | 353,10 | 219                                                   | Broadridge Road                                                            |                                                                             |
| Robeson                                                                      | |        |        | 222                                                   | NC 72 (en) ouest / NC 130 (en) ouest – Lumberton, Fairmont                 | Échangeur planifié pour 2023                                                |
| Columbus                                                                     | Boardman                                                                                                 |        |        | 225                                                   | Old Boardman Street                                                        | Échangeur planifié pour 2025                                                |
| Columbus                                                                     | Evergreen                                                                                                | 228,90 | 368,40 | 228                                                   | NC 242 (en) (Haynes Lennon Highway) – Bladenboro, Cerro Gordo              | Échangeurs existants de la US 74 à mettre aux normes autoroutières          |
| Columbus                                                                     | Chadbourn                                                                                                | 233,70 | 376,10 | 233                                                   | US 74 Bus. est / NC 130 (en) est / NC 410 (en) – Chadbourn, Bladenboro     | Échangeurs existants de la US 74 à mettre aux normes autoroutières          |
| Columbus                                                                     | Chadbourn                                                                                                | 235,70 | 379,30 | 235                                                   | US 76 ouest – Chadbourn, Fair Bluff                                        | Échangeurs existants de la US 74 / US 76 à mettre aux normes autoroutières  |
| Columbus                                                                     | | 238,50 | 383,80 | 238                                                   | Union Valley Road                                                          | Échangeurs existants de la US 74 / US 76 à mettre aux normes autoroutières  |
| Columbus                                                                     | Whiteville                                                                                               | 241,40 | 388,50 | 241                                                   | US 701 – Whiteville, Clarkton                                              | Échangeurs existants de la US 74 / US 76 à mettre aux normes autoroutières  |
| Columbus                                                                     | Whiteville                                                                                               | 244,30 | 393,20 | 244                                                   | US 74 Bus. / US 76 Bus. ouest vers NC 214 (en) – Whiteville, Lake Waccamaw | Échangeurs existants de la US 74 / US 76 à mettre aux normes autoroutières  |
| Columbus                                                                     | Hallsboro                                                                                                | 248,00 | 399,10 | 248                                                   | Hallsboro Road                                                             |                                                                             |
| Columbus                                                                     | Lake Waccamaw                                                                                            | 252,40 | 406,20 | 252                                                   | Chauncey Town Road                                                         | Échangeur planifié pour 2025                                                |
| Columbus                                                                     | Bolton                                                                                                   | 258,40 | 415,90 | 258                                                   | NC 211 (en) – Bladenboro, Southport                                        | Dernière sortie avec un numéro de sortie de l'I-74 sur la US 74             |
| Columbus                                                                     | Corridor de l'I-74 proposé depuis la US 74 / US 76 vers la US 17 / Caroline du Sud (trajet non-confirmé) |        |        |                                                       |                                                                            |                                                                             |
| - Terminus de multiplex - Accès incomplet - Transition de route - Non-ouvert | |        |        |                                                       |                                                                            |                                                                             |

### Caroline du Sud
Autoroute non-construite

## Autoroute reliée
- Interstate 474